# Ziemia warszawska

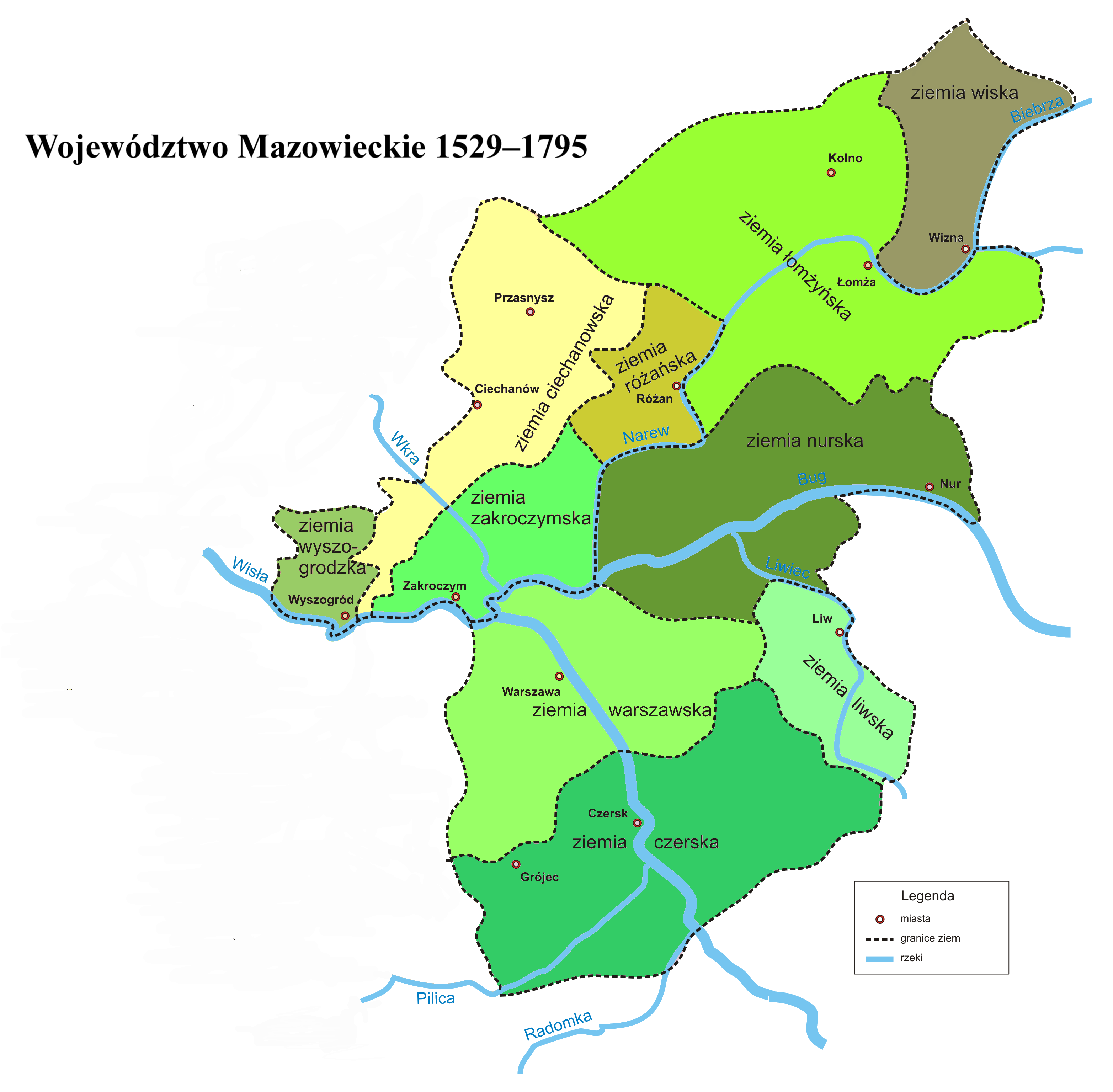
Ziemia warszawska jako część województwa mazowieckiego w latach 1529-1795

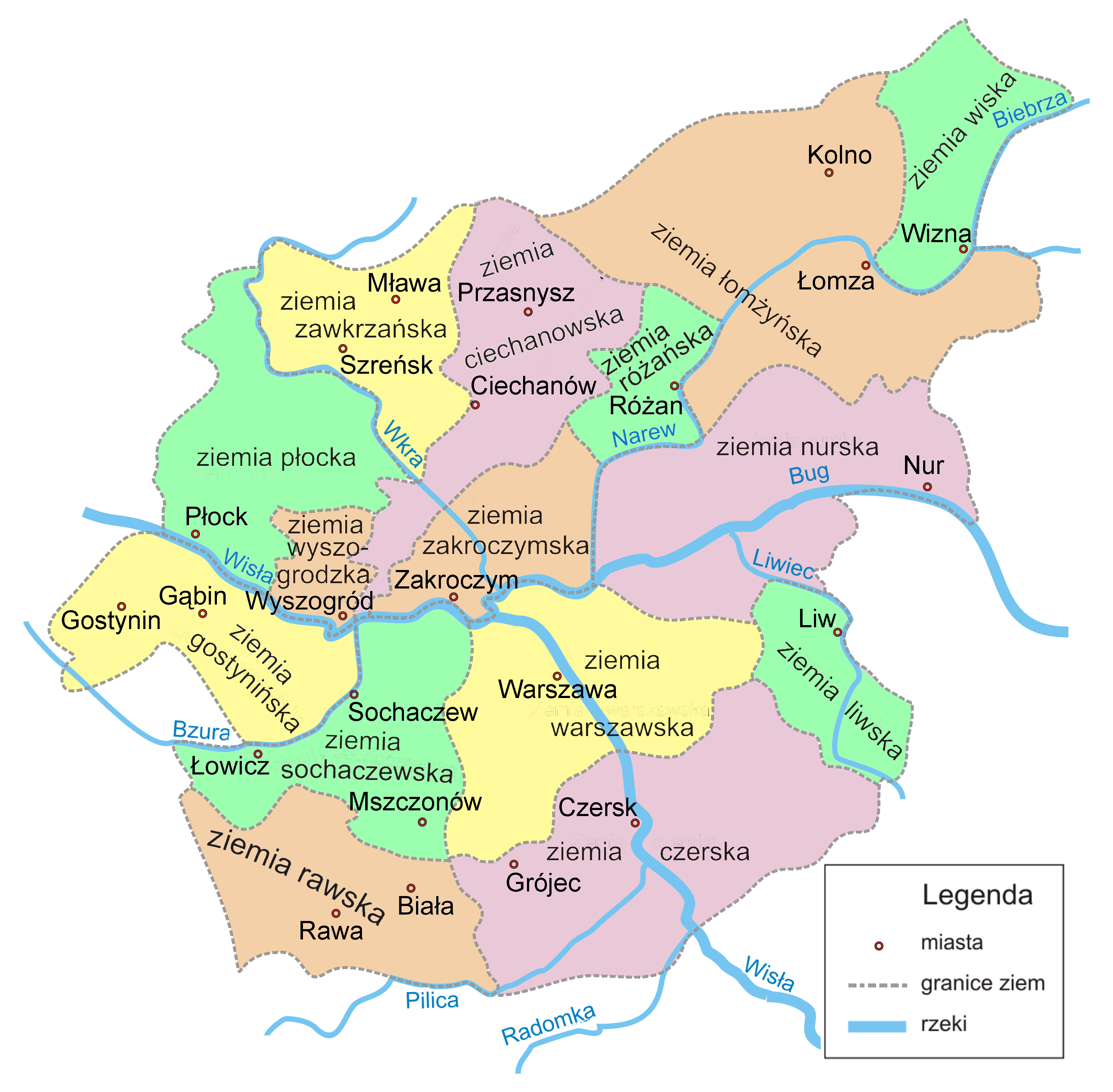
Ziemia warszawska i inne ziemie Mazowsza (XIII–XVIII w.)

Ziemia warszawska – ziemia województwa mazowieckiego po włączeniu Księstwa Mazowieckiego do I Rzeczypospolitej w 1526 roku, wcześniej ziemia Księstwa Mazowieckiego. Stolicą ziemi była Warszawa.

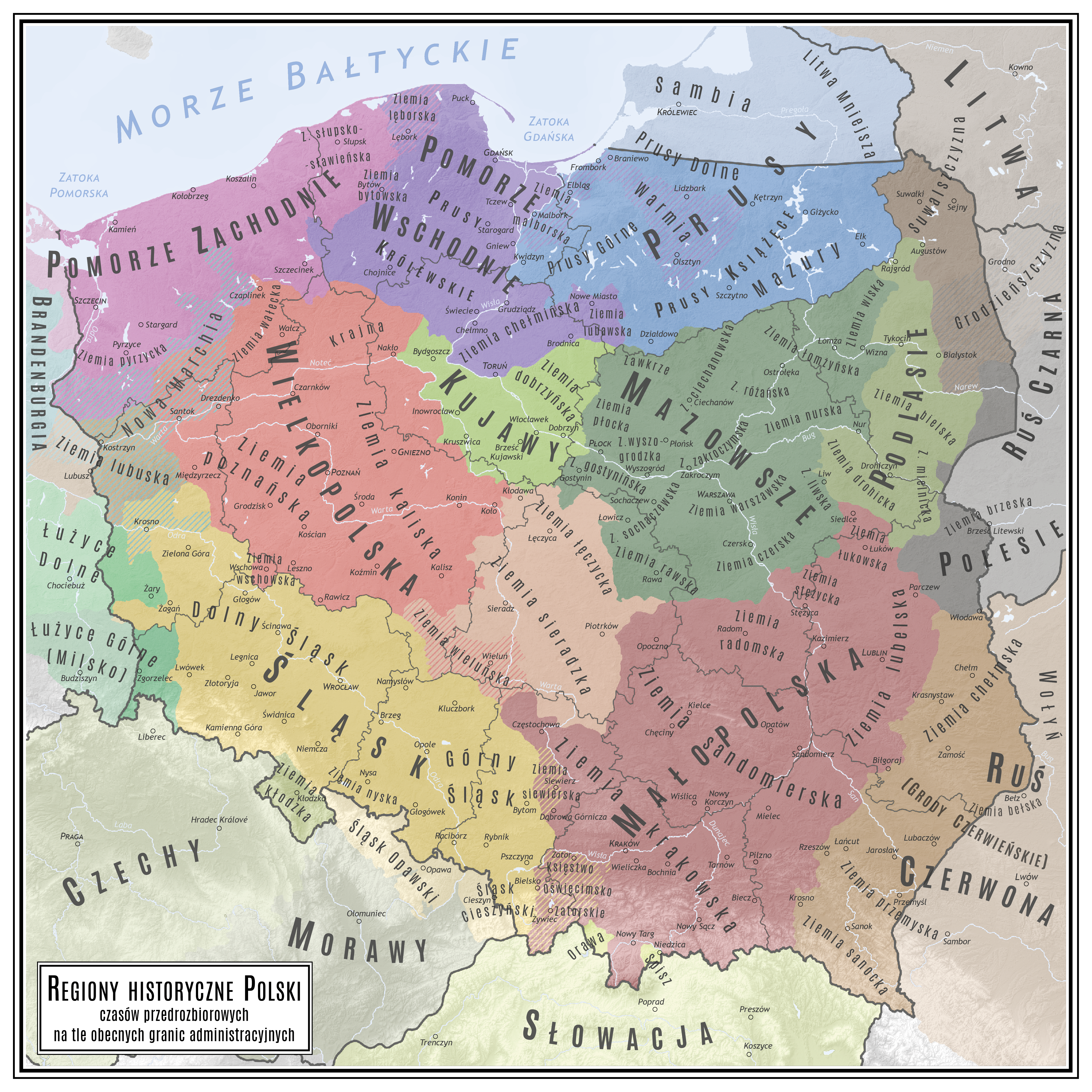
Ziemia warszawska, Mazowsze i inne krainy historyczne Polski na tle współczesnych granic administracyjnych

Dzieliła się na 3 powiaty: warszawski, błoński i tarczyński. Posiadała starostwo grodowe w Warszawie. Sejmikowała w Warszawie, wybierała dwóch posłów na sejm walny, oraz jednego deputata na Trybunał Główny Koronny co piąty rok.

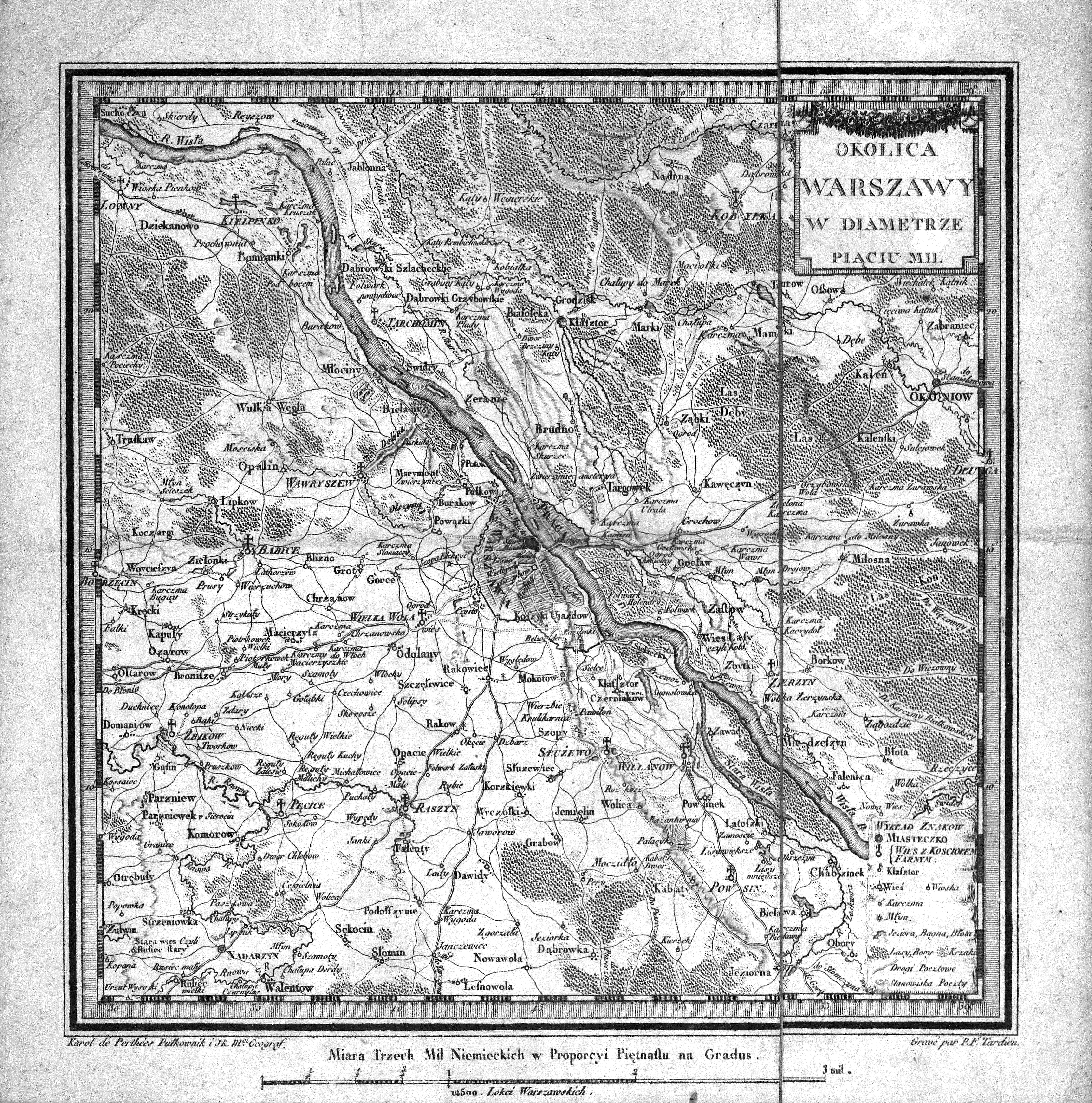
Okolica Warszawy w diametrze pięciu mil, mapa Karola de Perthées z około 1794 roku

| Powiat                     | Powierzchnia w km² |
| -------------------------- | ------------------ |
| powiat błoński             | 455                |
| powiat tarczyński          | 408                |
| powiat warszawski          | 2027               |
| ziemia warszawska– Razem Σ | 2890               |